# Heterischnus pulex
Heterischnus pulex là một loài tò vò trong họ Ichneumonidae.